# Чулаков, Евгений Родионович
Евгений Родионович Чулаков (5 апреля 1937, село Андреевка, Днепропетровская область — 10 марта 2002) — народный депутат Украины 1-го, 2-го созывов.

## Биография
Родился 5 апреля 1937 года в селе Андреевка (ныне — Бердянского района Запорожской области) в украинской семье Родиона Родионовича Чулакова (1900—1989), рабочего, и Василисы Афанасьевны (1900—1984), колхозницы.

### Образование
Ногайский сельскохозяйственный техникум (1954—1956); Черниговское высшее авиационное училище (1957—1960); Днепропетровский сельскохозяйственный институт (1960—1964), ученый агроном. Высшая партийная школа при ЦК КПУ (1976—1979).
Кандидат сельскохозяйственных наук (с 1992). Диссертация «Эффективность численной обработки почвы под кукурузу на ерозованих землях Северной степи Украины» (Институт кукурузы УААН, город Днепропетровск, 1992).

### Трудовая деятельность
- С 1953 — механизатор колхоза «Гигант» Бердянского района.
- С 1954 — ученик Ногайского сельскохозяйственного техникума.
- С 1956 — главный агроном колхоза имени Ленина Приморского района Запорожской области.
- 1957—1960 — учился и служил в Черниговском высшем авиационном училище военных летчиков.
- С 1960 — студент Днепропетровского сельскохозяйственного института.
- С 1964 — агроном, главный агроном Днепропетровского треста совхозов.
- С 1965 — директор совхоза «Первомайский» Днепропетровского района.
- С 1966 — первый секретарь райкома ЛКСМУ, второй секретарь Днепропетровского обкома ЛКСМУ.
- С 1969 — второй секретарь Криничанского райкома КПУ.
- С 1971 — первый секретарь Царичанского райкома КПУ Днепропетровской области.
- С 1981 — заведующий экономического отдела, с 1982 года — секретарь Днепропетровского обкома КПУ.
- 1986—1991 — заведующий отделом сельского хозяйства и перерабатывающей промышленности, заведующий аграрным отделом ЦК КПУ.
- 1986 — принимал участие в ликвидации последствий аварии на ЧАЭС.
- С 1998 — вице-президент совместного украинско-австрийско-немецкого предприятия «Укринтерсахар».

Депутат Верховного Совета УССР 11 созыва (1986—1990).
Член КПСС (1960—1991), член ЦК КПУ.
Был членом СелПУ.
Внештатный советник Президента Украины по аграрным вопросам (03.1995-01.2000).
Заместитель представителя Украины в Совете Международного союза по охране новых сортов растений (с 10.1995).
Почетный профессор Днепропетровского государственного аграрного университета (1997). Академик Международной академии биоэнерготехнологии (1998).
Сортоиспытатель Украины (Государственная комиссия Украины по испытанию и охране сортов растений, 2000).
Автор книг: «Повышение технического уровня производства и пути снижения себестоимости артели продукции» (1988), «Воз у нас один — крестьянский» (1998).
Владел немецким, болгарским языками.
Увлечения: рыбалка, охота.
Умер 10 марта 2002 г. Похоронен вместе с семьей на Байковом кладбище (участок № 49а).

### Семья
Жена — Лидия Алексеевна (р. 1938) — инженер-механик, преподаватель техникума;
- дочь Татьяна (р. 1962) — врач Института кардиологии имени Н.Стражеско АМНУ, доктор медицинских наук.

## Парламентская деятельность
Народный депутат Украины 12(1) созыва с 03.1990 (1-й тур) до 04.1994, Васильковский избирательный округ № 100, Днепропетровская область. На время выборов: заведующий аграрным отделом ЦК КПУ. Группа «Аграрники».
Народный депутат Украины 2 созыва с 03.1994 (1-й тур) до 04.1998, Васильковский избирательный округ № 99, Днепропетровская область, выдвинут СелПУ. На время выборов: председатель подкомиссии по связям с аграрной наукой Комиссии по вопросам АПК Верховной Рады Украины, член СелПУ. Член группы «Возрождение и развитие агропромышленного комплекса Украины» (до этого — руководитель группы «Аграрники Украины» (до этого — член фракции СелПУ). Председатель подкомитета по вопросам аграрной науки, технологий и образования Комитета по вопросам АПК, земельных ресурсов и социального развития села.
Автор статей 14-18 Конституции Украины (принята 28 июня 1996), соавтор «Земельного кодекса Украины» (принятый 13 марта 1992), законов Украины «О приоритетности социального развития села и агропромышленного комплекса в народном хозяйстве» (1995), «О плате за землю» (1996), «О семенах» (1996), «О ветеринарной медицине» (1992), «Об аренде земли» (1997), соавтор — «О фермерском хозяйстве» (1996), «О коллективном сельскохозяйственном предприятии» (1995).

## Награды
- Ордена Ленина, Трудового Красного Знамени (3), Октябрьской революции, Дружбы народов, «Знак Почёта»;
- 7 медалей;
- Почётная Грамота Президиума Верховного Совета УССР;
- Орден Николая Чудотворца «За приумножение добра на Земле» I степени (Фонд международных премий, 2000).

## Источник
- Справка